# 唐田
唐田（1977年3月3日—），是中国足球运动员，司职后卫。
唐田12岁就被八一队选中，但是直到2002年25岁时才获得联赛出场机会，不过却很快占据了主力位置。2004年初，八一队解散，唐田加盟大连实德，不过多年内一直面对张耀坤、冯潇霆等国字号球员的竞争而很难占据主力位置，2009年租借到中超升班马江苏舜天。